# Armin Weiß (narciarz)
Armin Weiß (ur. 31 stycznia 1963 w Laufen an der Eyach) – niemiecki narciarz, specjalista narciarstwa dowolnego. Najlepszy wynik na mistrzostwach świata osiągnął podczas mistrzostw w Lake Placid, gdzie zajął 5. miejsce w balecie narciarskim. Zajął 6. miejsce w tej samej konkurencji na igrzyskach olimpijskich w Albertville, jednak były to tylko zawody pokazowe. Najlepsze wyniki w Pucharze Świata osiągnął w sezonie 1989/1990, kiedy to zajął 11. miejsce w klasyfikacji generalnej, a w klasyfikacji baletu narciarskiego był czwarty.
W 1994 r. zakończył karierę.
Jego córka Emma Weiß również uprawia narciarstwo dowolne. Uczestniczyła w igrzyskach olimpijskich w 2022 w Pekinie.

## Sukcesy

### Mistrzostwa Świata
| Miejsce | Dzień     | Rok  | Miejscowość | Konkurencja      | Zwycięzca      |
| ------- | --------- | ---- | ----------- | ---------------- | -------------- |
| 5.      | 12 lutego | 1991 | Lake Placid | Balet narciarski | Lane Spina     |
| 7.      | 12 marca  | 1993 | Altenmarkt  | Balet narciarski | Fabrice Becker |

### Puchar Świata

#### Miejsca w klasyfikacji generalnej
- 1988/1989 – 55.
- 1989/1990 – 11.
- 1990/1991 – 19.
- 1991/1992 – 20.
- 1992/1993 – 13.
- 1993/1994 – 14.

#### Miejsca na podium
1. Lake Placid – 12 stycznia 1990 (Balet narciarski) – 1. miejsce
2. Iizuna – 16 lutego 1990 (Balet narciarski) – 1. miejsce
3. Zermatt – 14 grudnia 1990 (Balet narciarski) – 3. miejsce
4. Hundfjället – 22 marca 1991 (Balet narciarski) – 3. miejsce
5. Inawashiro – 28 lutego 1992 (Balet narciarski) – 3. miejsce
6. Piancavallo – 17 grudnia 1992 (Balet narciarski) – 2. miejsce
7. Tignes – 10 grudnia 1993 (Balet narciarski) – 3. miejsce
8. La Clusaz – 2 lutego 1994 (Balet narciarski) – 3. miejsce

- W sumie 2 zwycięstwa, 1 drugie i 5 trzecich miejsc.